# Zheng Xiaoqiong
No confondre amb Zheng Xiaoqiong, atleta 
Zheng Xiaoqiong (xinès simplificat: 郑小琼, pinyin: Zhèng Xiǎoqióng; Nanchong, 1980) és una escriptora, assagista i poeta xinesa. Especialment coneguda pels seus poemes i assaigs sobre el món obrer, els treballadors i la vida a les fàbriques.

## Biografia
Zheng Xiaoqiong va néixer l'any 1980 a Nanchong, província de Sichuan (Xina). Va estudiar infermeria a la Nanchong Medical School i va començar a treballar en un hospital rural, però va abandonar els estudis al cap de sis mesos, pensant que es guanyaria millor la vida treballant a una fàbrica. Es va dirigir a Dongguan, que, com Guangzhou i Shenzhen, és una de les principals ciutats industrials del sud on molts treballadors migrants xinesos s'han instal·lat durant les últimes dècades amb l'esperança d'una vida millor. Allà, va treballar en línies de muntatge en diverses fàbriques, com una de mobles a prop de Huangma Ling, que va donar nom a la seva primera col·lecció de poemes.

#### Carrera literària
La poesia de Zheng és coneguda per la seva complexitat estilística i pels seus poemes documentals, assaigs i entrevistes amb treballadors migrants xinesos. Se l'ha comparat amb autors com Han Han, Xing Rongqin i Chun Shu.
Caracteritzada per descripcions dures, personificacions i frases trencades, la seva obra és nítida en les seves observacions. El ferro és potser l'element més fortament associat a la poesia de Zheng Xiaoqiong, i tot i que alguns crítics han intentat encasillar-la com a "poeta treballadora migrant", altres opinen que la seva poesia desafia les expectatives estètiques que sovint implica aquesta etiqueta.
Va començar a escriure mentre treballava a la fàbrica i part dels seus escrits son el resultat de les seves experiències laborals. El 2001 va enviar upoemes a un diari local, que en va publicar un primer titulat "Lotus" (He《荷》). El Dongguan Daily en va publicar dos més a finals d'any i li va atorgar un premi el maig de 2002.
Quan va guanyar el Premi Literari Liqun l'any 2007, era completament desconeguda en el món literari, però s'ha convertit en una figura fonamental en el gènere emergent de la poesia dels treballadors migrants i una de les poetes xineses vives més significatives, com ho demostra la seva nominació al Premi Newman.
Va ser després d'abandonar la fàbrica de ferreteria el 2006 que Zheng va escriure els poemes de la col·lecció titulada "Dones treballadores migrants" (Nügong ji 《女工记》) publicat el 2012. Els va escriure després d'investiga sobre el terreny i acompanyar els treballadors migrants de tornada als seus pobles d'origen a llocs com Hunan i Hubei. Durant aquest temps, va tornar a treballar, a una fàbrica de càmfora. Però va ser acomiadada de nou l'any 2008, a causa de la crisi econòmica. No obstant això, aquell any, l'Associació d'Escriptors de Guangdong va crear un taller d'escriptura per a treballadors migrants. Amb una trentena de migrants més, va participar en el programa, del diari de l'associació, el mensual "Peces literàries" (Zuopin 《作品》). Quan el programa va acabar el juliol de 2008, el diari li va oferir una plaça de pràctiques. Va esdevenir editora el setembre de 2009 i vicedirectora el 2016.
Un dels seus poemes més coneguts "Iron" (《铁》) i el seu assaig titulat "Fàbrica de ferro i plàstic" van ser inspirats per un accident que va tenir en una fàbrica, on hi va perdre un dit. El comentari del jurat sobre el seu assaig va ser que "entra directament en l'escena del treball i la vida dels treballadors migrants, ofereix una representació real d'un treballador sensible enmig d'un modern taller industrial, revela la realitat i la metàfora del ferro i el plàstic i ofereix una personal il·lustració per a la reflexió i el qüestionament de la imperfecció i la inhumanitat del sistema industrial modern).
El poeta Fa Xing (发星) i l'editor Xu Qiang (许强) la van ajudar, aquest i detectant un talent real, es va posar en contacte immediatament amb Zheng Xiaoqiong. Va publicar un llarg poema d'ella, "Job, sinònim de vicissitud" (打工，一个沧桑的词), a la portada del "Diari de poetes obrers" (打工诗人报).
Els seus poemes s'han traduït a l'anglès, alemany, francès, japonès, coreà, nepalès, rus, espanyol i turc.